# Rivergination
Rivergination è il sesto romanzo della comica torinese Luciana Littizzetto, pubblicato nel 2006. 

## Contenuti
Come altri tra i primi libri scritti dall'autrice, ha ottenuto un buon successo ed è principalmente basato sul registro umoristico. Nel libro vengono in particolare commentati gli aspetti privati delle faccende pubbliche e quelli comuni delle nostre vite private.

## Edizioni
- Luciana Littizzetto, Rivergination, collana Biblioteca umoristica Mondadori, Arnoldo Mondadori Editore, 2006,  pp. 184, ISBN 978-88-04-53589-8.

### Traduzioni
- (RU) Luciana Littizzetto, Po kočanu (По кочану), E. Solonovič  (traduzione), Mosca, RIPOL klassik, 2008,  p. 302, ISBN 9785386005726. (con anche la traduzione di Col cavolo)